# Hongkou Stadium
Hongkou Stadium (chiń. upr. 虹口足球场; chiń. trad. 虹口足球場; pinyin Hóngkǒu Zúqiúchǎng) – stadion piłkarski w Szanghaju, w Chinach. Został otwarty w 1955 roku i od tego czasu przeszedł dwie większe rekonstrukcje, w 1999 oraz 2007 roku. Może pomieścić 33 060 widzów. Swoje spotkania rozgrywa na nim drużyna Shanghai Shenhua. Obiekt był jedną z aren Mistrzostw Świata U-16 1985 oraz kobiecych Mistrzostw Świata 2007.